# Hanwha Q-Cells
Hanwha Q Cells Co. y Hanwha Q Cells & Advanced Materials Corp. (ortografía: "Hanwha Q CELLS" o "Q CELLS") es una empresa internacional que fabrica celdas y módulos fotovoltáicos y ofrece soluciones de energía solar. Sus sedes principales se encuentran en Seúl, Corea del Sur (Global Executive HQ) y en Thalheim, Alemania (Technology & Innovation HQ). Cuenta con centros de producción en Corea, Malasia, EE. UU. y China. La compañía es la sucesora de la antigua Q CELLS SE y en la actualidad opera bajo el nombre de Q CELLS.

## Historia
Los inicios de Q CELLS se remontan a 1999, con la fundación en Alemania de Q.CELLS SE, empresa pionera en la tecnología avanzada de celdas solares. Desde entonces, Q.CELLS se convirtió rápidamente en una de las empresas líder en innovación de la industria fotovoltaica. En 2012 Q.CELLS SE pasó a formar parte del Hanwha Group. En la actualidad, Q CELLS es uno de los 5 principales miembros de la Silicon Module Super League (SMSL). La compañía dispone de una red de I+D en 4 países, plantas de fabricación en 4 países y una red de distribución en más de 40 países. La cartera de productos incluye celdas, módulos, sistemas y soluciones fotovoltaicas para instalaciones de servicios públicos residenciales, comerciales e industriales. La cartera de negocios incluye negocios EPC y negocios minoristas de energía. Q CELLS desarrolla y prueba sus productos en su sede de Tecnología e Innovación en Alemania, hasta que alcanzan la madurez para la producción en serie en las plantas de producción de la empresa en Corea, Malasia, China y EE. UU.

## Actividad
La empresa desarrolla y produce celdas y paneles solares fotovoltaicos de silicio mono- y policristalino. Además, produce e instala sistemas fotovoltaicos para aplicaciones comerciales, industriales y residenciales, y proporciona servicios/soluciones EPC para plantas de energía solar a gran escala. En 2019, Q CELLS inició su actividad en el negocio de la comercialización de energía eléctrica. La compañía cuenta con plantas de producción en Corea del Sur, Malasia, China y EE. UU.

Q CELLS construcciones
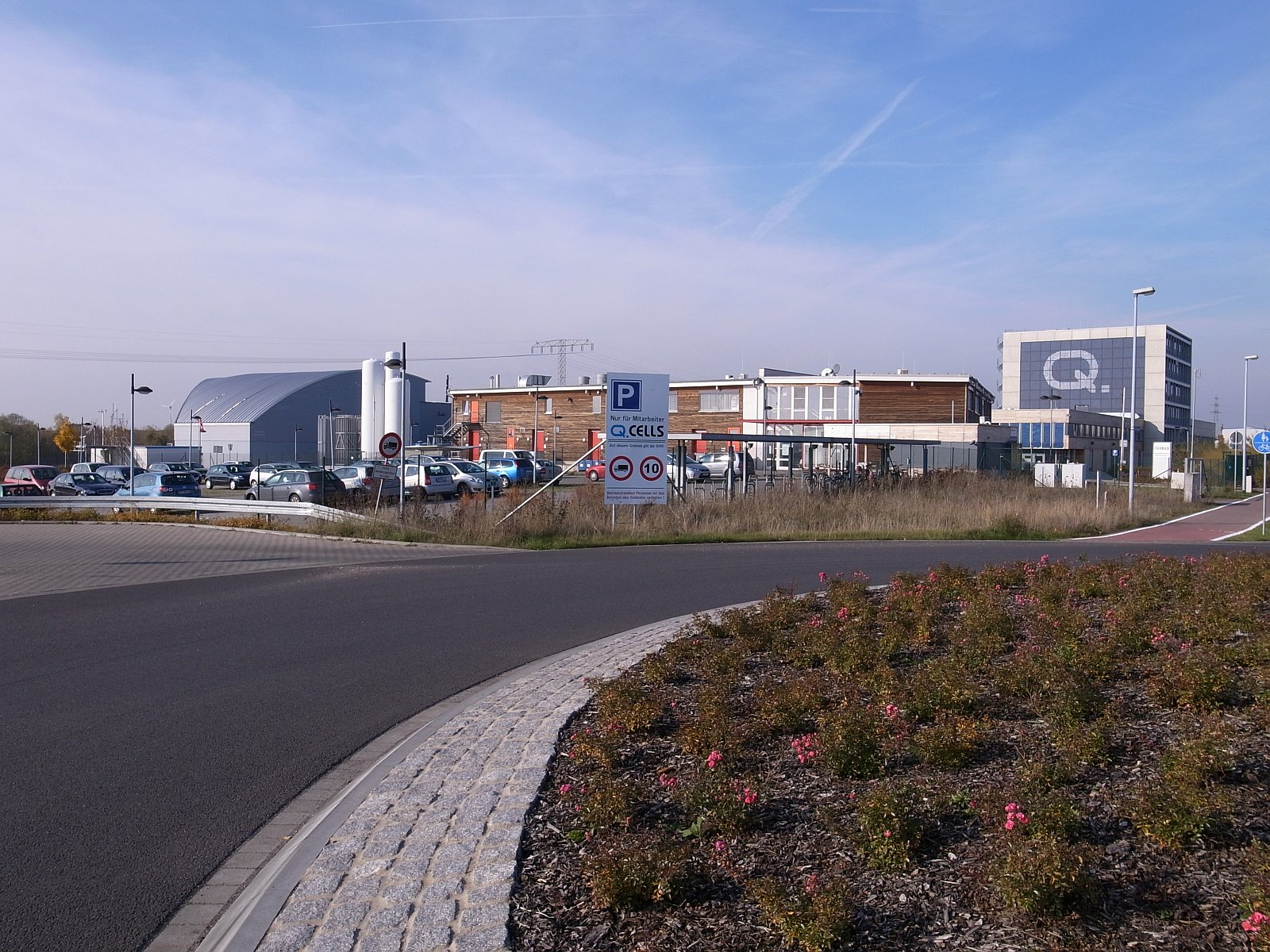
Q CELLS Thalheim, Sajonia Anhalt
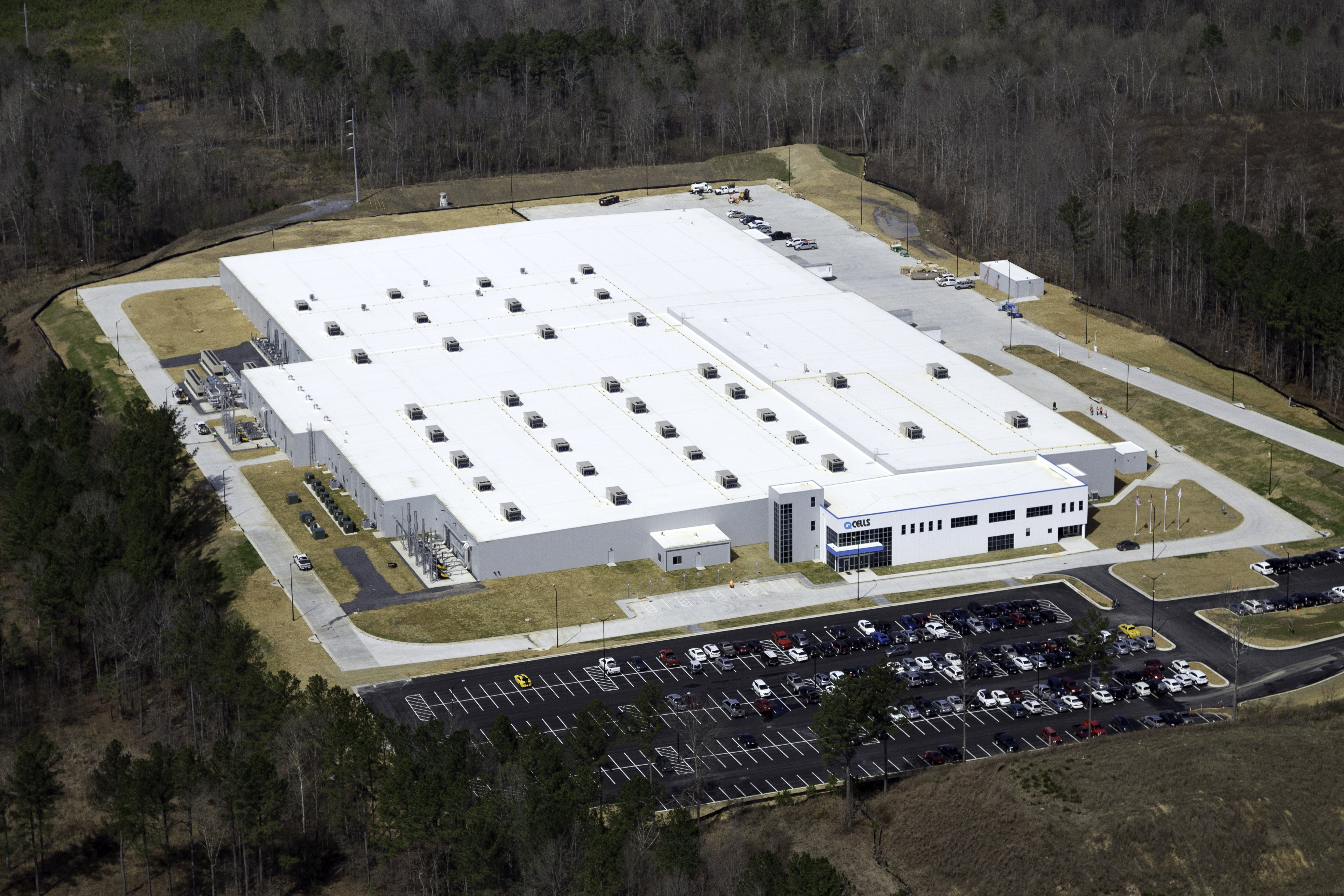
Planta de fabricación de módulos solares en Dalton, Georgia, EE.UU.
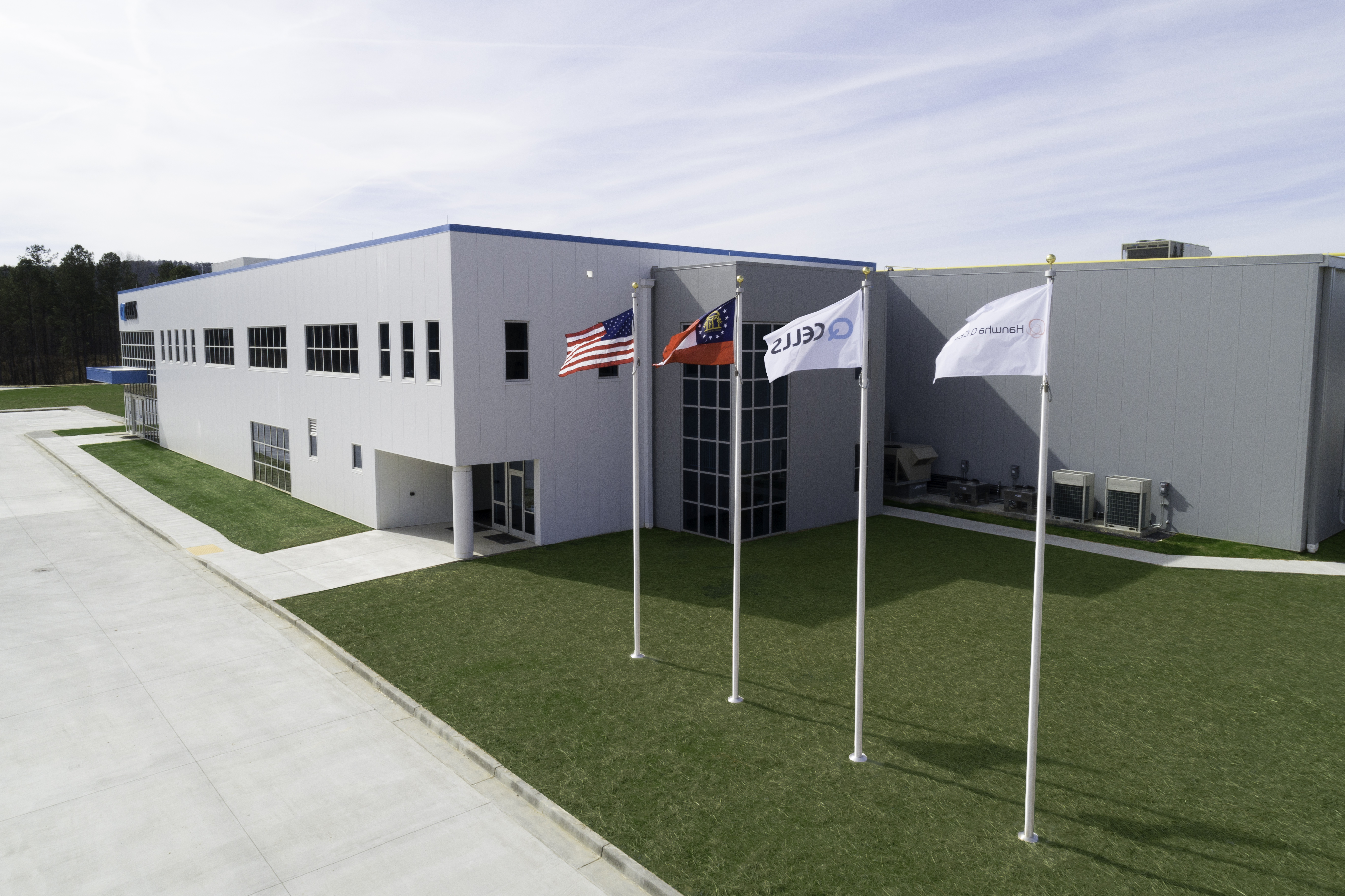
Planta de fabricación de módulos solares en Dalton, Georgia, EE.UU.
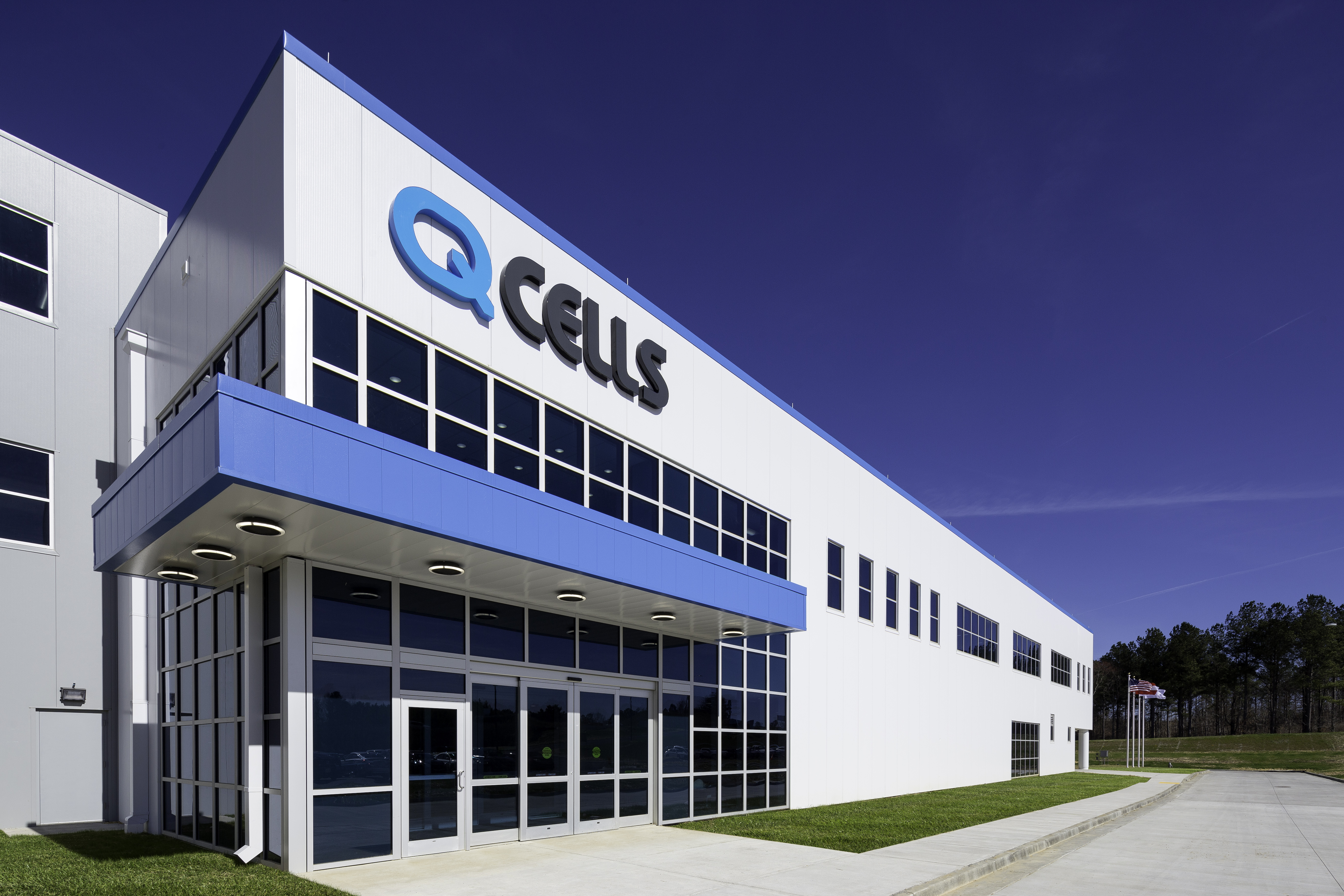
Planta de fabricación de módulos solares en Dalton, Georgia, EE.UU.